# Matthäus Karrer
Matthäus Karrer (nascido em 2 de agosto de 1968 em Ravensburg ) é Bispo Auxiliar em Rottenburg-Stuttgart .

## Vida
Matthew Karrer cresceu em Deuchelried em  e visitou o ginásio Rupert Ness em Wangen  . Estudou Filosofia e Teologia Católica na Eberhard Karls University Tübingen e na Ludwig-Maximilians-University Munich . Em 15 de julho 1995, ele recebeu o sacramento de Ordens Sacras em Neuhausen auf den Fildern .
Posteriormente, Karrer trabalhou como vigário em Herrenberg e Ulm-Söflingen . De 1999 a 2002 Matthäus Karrer foi pastor de jovens para os decanatos Ravensburg e Friedrichshafen . Em 2002, ele era pastor da paróquia de St. George, e James, e St. Mary em Isny . Além disso Karrer desde 2008 foi reitor da reitoria Allgaeu Alta Suábia . Em 2011 Matthäus Karrer tornou-se chefe do Departamento de Concepção Pastoral no Ordinariato Episcopal da Diocese de Rottenburg-Stuttgart e Domkapitular .
Papa Francisco nomeou-o 2 de março de 2017 Bispo Titular de Tunnuna e Bispo Auxiliar em Rottenburg-Stuttgart.  A ordenação episcopal aconteceu no dia 28 de maio de 2017, na Catedral de Rottenburg.  consecrators foi o arcebispo da Arquidiocese de Freiburg Stephan Burger , Bispo Auxiliar Udo Bentz (Mainz) e os Bispos Auxiliares Thomas Maria Renz , Johannes Kreidler e Franz Josef Kuhnle (todos Rottenburg-Stuttgart). Ele é membro da Comissão Pastoral da Conferência Episcopal Alemã .